# Pora domoj
| Recensione | Giudizio |
| ---------- | -------- |
| InterMedia | [ 1 ]    |

Pora domoj (in russo Пора домой?) è un singolo della cantante ucraina Loboda, pubblicato il 2 aprile 2015 su etichetta discografica Loboda M'juzik.

## Video musicale
Il video musicale, diretto da Natella Krapivina, è stato reso disponibile il 20 maggio 2015. Il video è stato girato a Istanbul.

## Tracce
Testi e musiche di Andrej Osadčuk.
Download digitale
1. Pora domoj – 4:01

## Classifiche

### Classifiche settimanali
| Classifica (2015) | Posizione massima |
| ----------------- | ----------------- |
| Russia            | 40                |
| Ucraina           | 1                 |

### Classifiche di fine anno
| Classifica (2015) | Posizione |
| ----------------- | --------- |
| Russia            | 152       |
| Ucraina           | 1         |

## Riconoscimenti
- 2015 – M1 Music Awards – Miglior videoclip[9]